# ティトゥス・クィンクティウス・フラミニヌス
ティトゥス・クィンクティウス・フラミニヌス（ラテン語: Titus Quinctius Flamininus, 紀元前228年 - 紀元前174年頃）は、共和政ローマの政務官。第二次ポエニ戦争後のマケドニア遠征で主に活躍し、ギリシアへ自由をもたらした。

## 出自
パトリキ（伝統的貴族）であるクィンクティウス氏族は、髪型に特徴があったようで、代々コグノーメン（添え名）に髪の毛に由来するものが付けられているが、フラミニヌス家は、紀元前300年頃のフラメン・ディアリス（ユッピテル神官）だった者に由来するとも考えられている。
伝統的には、この神官から生まれた兄弟がそれぞれクリスピヌス家とフラミニヌス家となり、ティトゥスは神官の孫で、紀元前208年のコンスル（執政官）ティトゥス・クィンクティウス・クリスピヌスは従兄弟ではないかと考えられているが、それよりも100年以上前に家は分かれており、クリスピヌスは遠縁であると考える学者もいる。紀元前192年の執政官ルキウス・クィンクティウス・フラミニヌスは恐らく弟であるが、逆だとする説もある。
近い先祖には紀元前271年の執政官（カエソ・クィンクティウス・クラウドゥス）がおり、ファビウス氏族と繋がりがあること、弟が若くしてアウグル（鳥卜官）に就任し、アエディリス（按察官）を務めたことなどから、パトリキとしてそこそこの地位にはあったことが予想される。

## 経歴

### 初期の経歴
最初に歴史に登場するのは紀元前208年で、この年の執政官の一人はティトゥス・クィンクティウス・クリスピヌスだが、もう一人の執政官でこの年戦死した、マルクス・クラウディウス・マルケッルスの下でトリブヌス・ミリトゥムを務めており、おそらくこの時20才でしかないが、第二次ポエニ戦争中ということで認められたのだろう。
紀元前205年にはプロプラエトル（前法務官）権限をもってタレントゥムに赴任しているが、おそらくその前にクァエストル（財務官）に就任したのだろう。このクァエストルの時期については情報が少ないため諸説あるが、プロプラエトルの後に務めたとは考えにくいので、この時期というのは説得力がある。彼の前にタレントゥムを預かっていたのは、クィントゥス・クラウディウス・フラメンという人物だが、その下で元々働いており、その急死を受けてインペリウム（命令権）を預かった可能性がある。いきなりインペリウムを預かるような身分になったということから、クラウディウスは彼のおじであったのかもしれず、紀元前203年、またはその翌年まで務めた可能性もある。
本来なら次はアエディリスを目指すはずだが、弟ルキウスがその地位を狙っていたため、遠慮したのかもしれない。
紀元前201年、スキピオ・アフリカヌスのアフリカ遠征に従軍した退役兵たちに土地を分配することが決定し、元老院はプラエトル・ウルバヌス（首都法務官）のマルクス・ユニウス・ペンヌスに、サムニウムとアプリアのアゲル・プブリクス（公有地）を測量・分配する10人委員会を任命するよう命じたが、ティトゥスはそのうちの一人に選ばれている。この委員会には、クィントゥス・カエキリウス・メテッルス（紀元前206年の執政官）、ガイウス・セルウィリウス・ゲミヌス（紀元前203年の執政官）ら執政官経験者や、その年の執政官プブリウス・アエリウス・パエトゥスが含まれていた。
更に翌200年にはウェヌシア入植のための3人委員になっている。これは兼務していたと考えられ、プルタルコスはこれらの植民市からの支持が彼のキャリアに重要な役割を果たしたとしているが、恐らくそれを狙って兼務したのだろう。
紀元前199年、執政官選挙に立候補したが、リウィウスによると、護民官マルクス・フルウィウスとマニウス・クリウスは、ティトゥスがクァエストルであることを理由に反対した。彼らはパトリキはクルスス・ホノルムの順序を踏まないのかと問題提起したものの、元老院は民衆の投票に委ねることを決定し、クァエストル経験しかない29才の若者が、紀元前198年の執政官に選出された。
一体どのような支持を得て執政官となったのか、はっきりとしないが、パトリキとして若干落ち目だったとはいえ、ファビウス・ブテオ家の支援など、様々なコネクションがあり、タレントゥムでギリシア文化に触れたことは確かで、この時期は若者にチャンスを与えることに比較的寛容ではあった。第二次マケドニア戦争の戦況は悪化する一方で、軍団兵の反乱まで起っており、ヘレニズムの香り高い街で過ごした経験があり、兵士からの支持も高いこの若者が、その突破口を開くことを期待したのかもしれない。

### 第二次マケドニア戦争

#### 前任者たち
「・・・ピリッポスは、我らの敵であるカルタゴに加勢した上、この地における我らの同盟国を攻撃し、ローマとの友好関係を破棄した。」
—リウィウス、『ローマ建国史』34.22、ティトゥスの演説より
プブリウス・スルピキウス・ガルバ・マクシムスは、第一次マケドニア戦争でも指揮を執り、親マケドニア国に対する容赦の無い略奪で、特にアカイア同盟から嫌われたが、新たに紀元前200年に指揮を執ると、再度同じような行動を繰り返した。一方でアタマニアのアミナンデルなど、親ローマ国との共闘態勢を重視し、アエトリア同盟まで引き込んで、マケドニアに多方面から攻勢をかけようとしたものの、連携不足から各個撃破されていた。
翌紀元前199年の執政官でマケドニアを担当したのはプブリウス・ウィッリウス・タップルスで、ガルバから軍団を受け継いだときに起った反乱を収めると、エピルス北部にあるアオウス川（現アオス川）の峡谷に籠もるピリッポスに向かって軍を進め、そこを抜くか、それともガルバの考案したマケドニア本国へ直接侵攻する策をとるか検討したが、次の担当者が来たことを知らされた。

#### 紀元前198年
新たにマケドニア担当となったティトゥスは第二次マケドニア戦争を引き継いだ。弟ルキウスは、レガトゥス（副官）としてギリシアでの艦隊を任されている。ティトゥスにマケドニア戦争が割り振られたことについては、ギリシア文化に詳しい彼に、くじではなく、意図的に与えられたとする説もあるが、大した実績もなく、それゆえ立候補すら反対されたことなどから、軍事にも外交にもギリシアにも詳しい切り札というよりは、単に野心的な若者がコネとくじ運のお陰で成り上がったのかもしれない。
戦争は3年目に入っていたが、ここまでマケドニア王ピリッポス5世の堅い守りに対し、有効な手を打てておらず、ティトゥスはスキピオ・アフリカヌスの古参兵から精鋭を選抜し、すぐにエピロスに渡り、アオウス川でマケドニア軍と対峙するローマ軍団と合流した。
ロドス島とペルガモンが味方についていたものの、彼らの主力は海軍であり、ギリシア世界では蛮族扱いのローマに味方するものも少なく、一ヶ月以上かけてマケドニア軍の堅守を抜く手段を考え抜いたものの不可能に思われたため、エピルスの仲介でピリッポスと交渉した。
テッサリアの解放を要求するローマ側に対し、激怒したピリッポスは交渉を打ち切ったが、テッサリアは、150年もの間マケドニアが支配していた土地であり、ピリッポスの面子を丸潰れにし、ローマの風下に立つことを強要されては、断られるのは当然で、シケリアのディオドロスによれば、元老院が「全ギリシアの解放」を指示していたという。しかし、具体的な内容は、戦勝に匹敵する功績を得るために、ティトゥスが軍団内で行ったコンシリウム（会議）で決定したものであろう。
決裂後、正面から攻撃したものの失敗し、その後エピルスの有力者の紹介で得た地元の道案内人によって、マケドニア軍を挟撃して勝利した（アオウスの戦い）
アオウス川での勝利を見たアエトリア同盟はローマ側につき、ティトゥスはピリッポスを追撃するよりも、元々マケドニア側だったエピルスとの友好関係を先に固め、テッサリアへと向かった。要害であるテンペ渓谷に籠もるピリッポスに対し、前線のいくつかの町を落したものの、略奪を禁止していたローマ軍は物資不足に悩まされ、冬を迎えた。ティトゥスは、ガルバの考えたマケドニア西部の山越えでペラを攻撃するルート（後のエグナティア街道）を補給上の問題から放棄し、南から侵入を試みたのだろうが、やはり補給に苦しむことになった。
テッサリアはマケドニアの略奪を受けており、アタマニアやアエトリアは補給に不便だったため、テルモピュライから南下した。ポキスのアンティキュラなどを占領し、越冬の準備に入ったところで、アカイア同盟のストラテゴス（将軍職）が、マケドニア派からローマ派へ変わったとの知らせを受けた。ティトゥスはコリントスを攻撃中の弟ルキウスを、ロドス島、ペルガモンの使者と共にアカイア同盟の会議に派遣し、マケドニア派だった指導者の一人がローマに寝返ったことによって、僅差でアカイア同盟はローマ連合軍に入ることが決まった。
プルタルコスは、エピルスなどに対する寛容な態度が、後にギリシア諸国をティトゥスになびかせたとしているが、リウィウスは、ローマ軍に対する恐怖によるとしている。実際テッサリアの要塞に対する攻撃は熾烈で、見せしめとして破壊されており、ティトゥスもローマ軍団の伝統的な手法を踏襲していたと考えられ、ある古代の記録では、この会議の前まではやはりアカイア同盟に嫌われていたとされる。この会議で、ガルバに略奪されたことのあるデュメや、大都市であるメガロポリス、アルゴスがアカイア同盟を脱退することになった。
アカイア同盟は元々親マケドニア派であり、ローマはコリントスを同盟に与えることを約束したものの、やはりローマの要求を拒否したらどうなるかを怖れたのだろう。ティトゥスは、アカイア同盟が弟ルキウスのコリントス攻撃に協力することを期待していたようだが、結局落とせなかった。
ポキスとロクリスで冬営中、オプス市からマケドニア軍を追い出して欲しいと依頼されたが、そこでピリッポスの使者と会い、ニカイアで会談が行われることになった。

#### ニカイア会談
ティトゥスはギリシア諸国の代表と共に、指定された浜辺へ向かったが、アエトリア同盟を信じていないピリッポスは船で待機しており、一悶着の後、ローマ側の要求を伝えた。
- マケドニアのギリシアからの完全撤退
- 捕虜の返還
- ポエニケの和約（第一次マケドニア戦争）で獲得したイリュリア地方の割譲
- プトレマイオス5世から奪った都市の返還

次の日、ピリッポスはティトゥスとの個別会談を申し込んできたため、ギリシア諸国の許可を取ってそれに応じたが、ローマ側の要求には応じる用意があるが、ギリシア諸国のそれは飲めないという返答で、これに反発したギリシア諸国の様子を見て、ピリッポスはローマ市で改めて話し合うことを提案し、ギリシア諸国は難色を示したものの、ティトゥスの決定でローマ市に持ち越しとなった。
軍を動かす季節は終わっていたため、2ヶ月の休戦期間がとられ、ティトゥスはマケドニア、ギリシア諸国の使者と共に、アッピウス・クラウディウス・ネロ（紀元前195年のプラエトル）、クィントゥス・ファビウス・ブテオ（紀元前196年のプラエトル）、クィントゥス・フルウィウス・フラックス (紀元前180年の補充執政官)をローマ市へ送った。このブテオは、ティトゥスの妻の甥だとされる。
ピリッポスはローマを懐柔するため、ポキスとロクリスからも手を引くなどしたものの、元老院は改めてギリシアからの完全撤退を要求しており、ローマはこの年の軍事的成果によって、ギリシア諸国との対等な立場から、彼らを代表して交渉権を委ねられる存在へと変わったことになる。
この成果を、ティトゥスの当初からの狙い通りとして、彼の軍事的、外交的手腕を高く評価する学者もいるが、ティトゥスの目的はあくまで軍事的勝利であり、外交での成功は状況に対応した結果に過ぎず、ガルバの方針と大差ないとする学者もいる。

#### 紀元前197年
翌紀元前197年、元老院が引き継ぎを派遣するまでインペリウムを保持するプロコンスル（前執政官）として戦争を継続し、弟ルキウスの他にガルバとタップルスが副官についた。この2人はティトゥスを妬んでおり、クラウディウス氏族が彼に付けた鈴であるとする説もあるが、この後幾度も一緒に仕事しており、史料からは不仲であることが全く読み取れない。ティトゥスがマケドニア戦争を継続して担当することは、ローマ市での交渉の前に決定されており、ポリュビオスは、指揮が継続する場合は交渉を失敗させ、継続されない場合は和睦させるよう彼の支持者たちが工作するはずだったとしているが、信じがたい。

「あのマケドニア軍は、スルピキウスの下で、エピルスで、諸君らの攻撃を受けて逃げ帰ったものたちではないか。彼らと戦うのに、気後れすることがあるか、怖れることがあるか、むしろ自信が沸いてくるはずだ。我が兵よ、励まし合い、前進し、力を尽くせ！これが神々のご意志なら、この戦いもこれまでと同じ結果となるだろう。」
—ポリュビオス、『歴史』18.23.3-6、ティトゥスの演説より抄訳
この年キュノスケファライの戦いでマケドニアを破った。この戦いでローマで生まれた軍制であるレギオはギリシア古来の軍制ファランクスよりも優れていることが証明された。ピリッポス5世はローマに降伏、彼が攻め落としたすべての都市を放棄することとさらに1,000タレントゥムの賠償金をローマに支払う約束をさせられた。このローマが下した判断は、しかしながら、マケドニアを敵視していたアカイア同盟には不満であった。

#### 紀元前196年

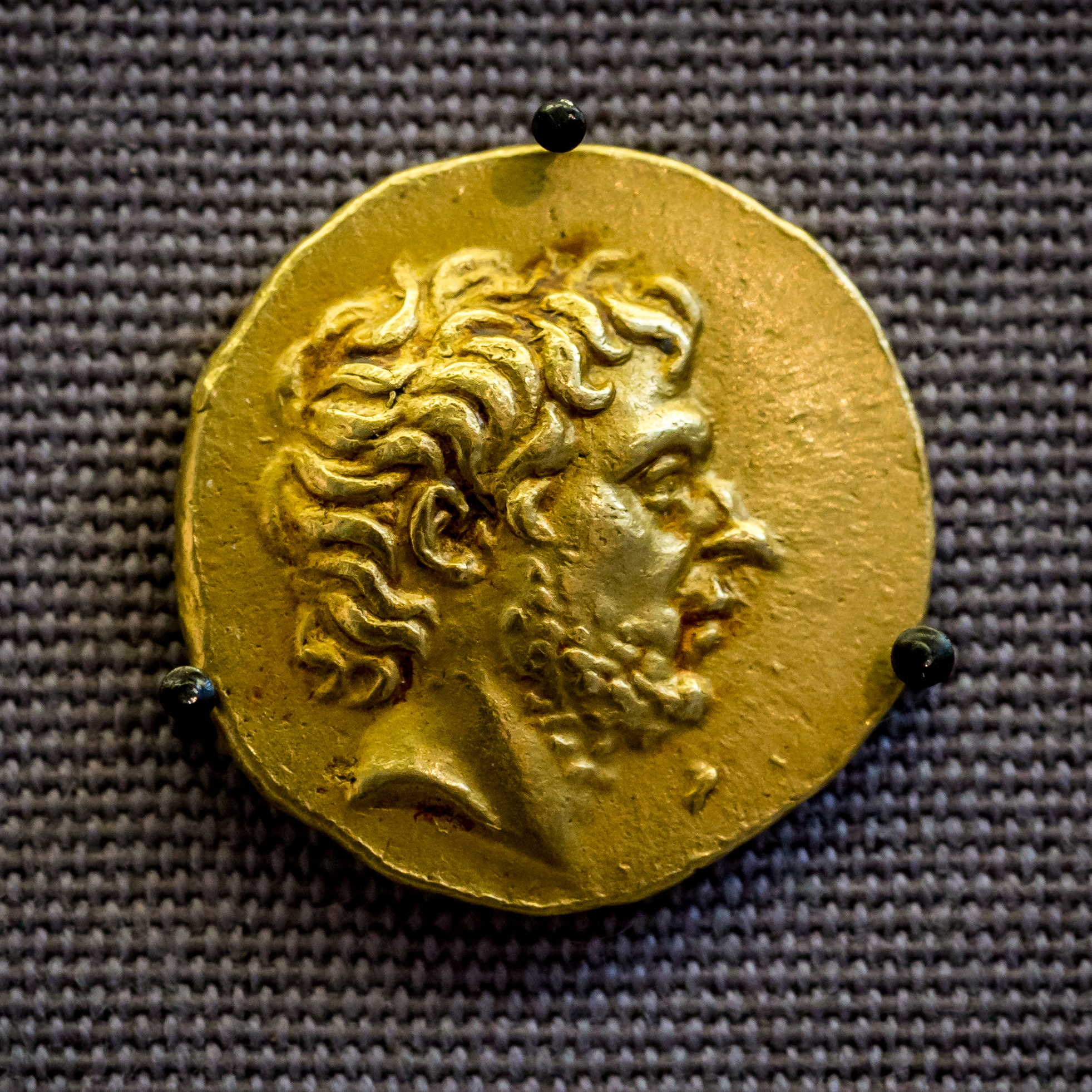
ティトゥスの刻まれた金貨

紀元前196年にはコリントスの運動競技会に出席、ここでマケドニアからのギリシアの解放を宣言する。ギリシアでは彼を讃える祭りを行う都市もあり、 王に近い扱いで横顔を刻印した硬貨が鋳造された。

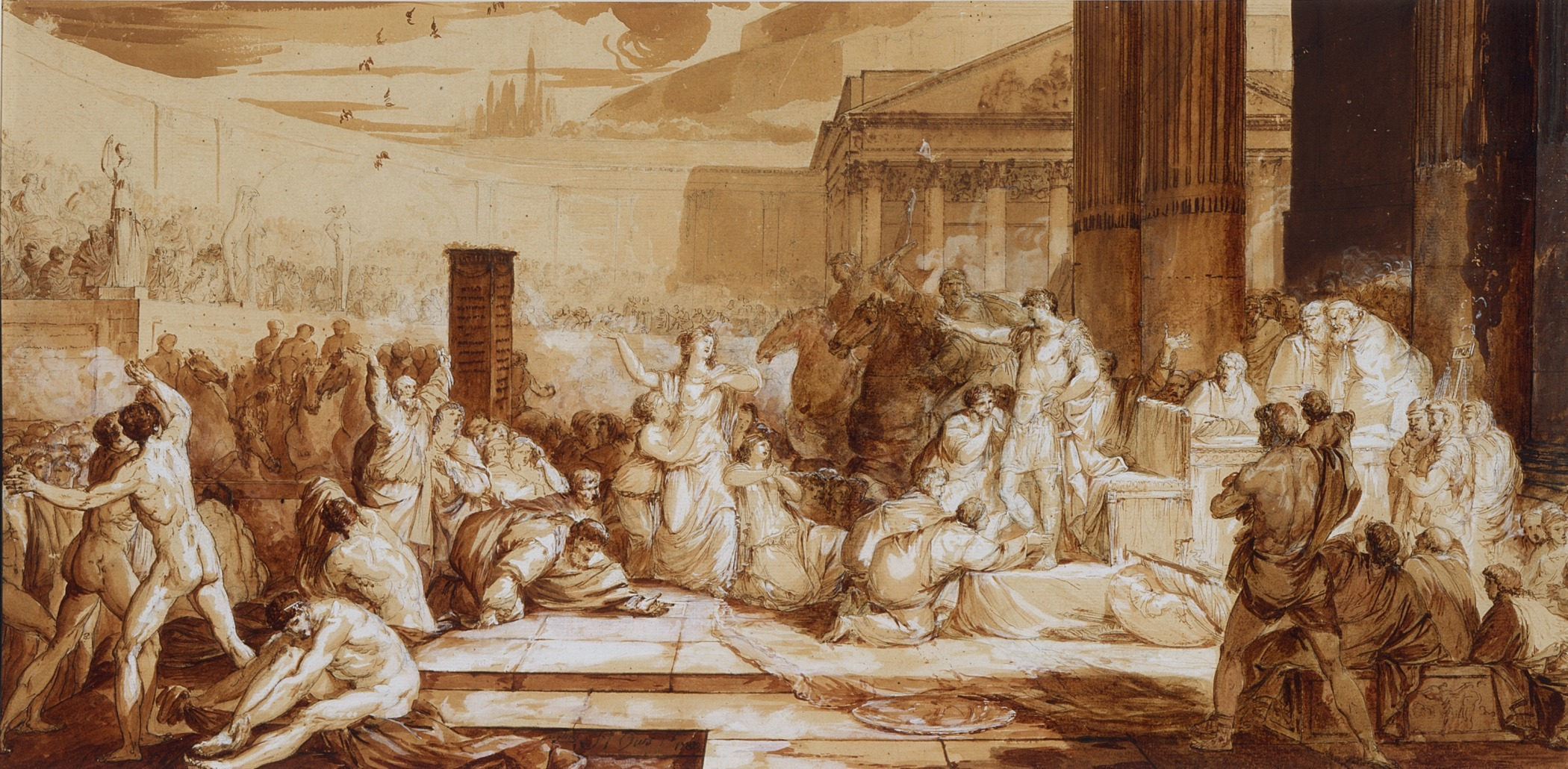
ジャン＝ピエール・サン＝トゥール画、『イストミア大祭でギリシャ解放を宣言するティトゥス・クィンクティウス・フラミニヌス』（1780年）

### セレウコス朝との戦争
またリウィウスによれば、この行動は彼の純真なギリシア人への尊敬から出ていたというが、同時に彼はギリシアを解放することによってマケドニアに対抗する形でローマの影響力をギリシアで強力にすることができるという利点も理解していたという。そしてアカイア同盟とともに彼はローマ軍を率いてスパルタとのナビス戦争に勝利し、ローマに帰還し凱旋式を挙げた。
アッタロス朝のエウメネス2世がセレウコス朝のアンティオコス3世の侵略に対しての助力を要請してきたのに応じて、紀元前192年、交渉のため再び東方へ赴き、アンティオコス3世に対しこれ以上のギリシアへの干渉を中止するよう警告する。東方に広大な領土を持ち諸部族を治め「大王」を自認していたアンティオコス3世は、ローマ人であるティトゥスが何故ギリシアを代表して警告を発するのが理解できなかったという。交渉の末に、ローマが干渉をやめるのならセレウコス朝も手を引くと約束したが、この約束は守られず、すぐにローマはセレウコス朝と武力衝突に発展する。そして紀元前191年、テルモピュライの戦いでアンティオコスを破った。

### 以降
紀元前189年にはケンソルに就任している。この年のケンソル選挙は激戦で、直近の戦争に勝利して金回りの良かったマニウス・アキリウス・グラブリオが一番人気だったが、ノウス・ホモであったため落選し、ティトゥスとマルクス・クラウディウス・マルケッルスが当選した。高位政務官経験のない4名が元老院から除名され、カペーナ門からマールス神殿までの舗装などのインフラ整備を行った。またカンパニア人のケンスス（国勢調査）はローマで行うことが決定された。
紀元前183年にカルタゴから亡命したハンニバルを捕らえるためにビテュニアへ赴くが、ハンニバルは自害、目的は果たせなかった。以後の動向はよく分かっておらず、紀元前174年頃に没した。